# Theumella penicillata
Theumella penicillata is een spinnensoort in de taxonomische indeling van de Prodidomidae.
Het dier behoort tot het geslacht Theumella. De wetenschappelijke naam van de soort werd voor het eerst geldig gepubliceerd in 1906 door Embrik Strand.